# Ruộng muối Vịnh San Francisco

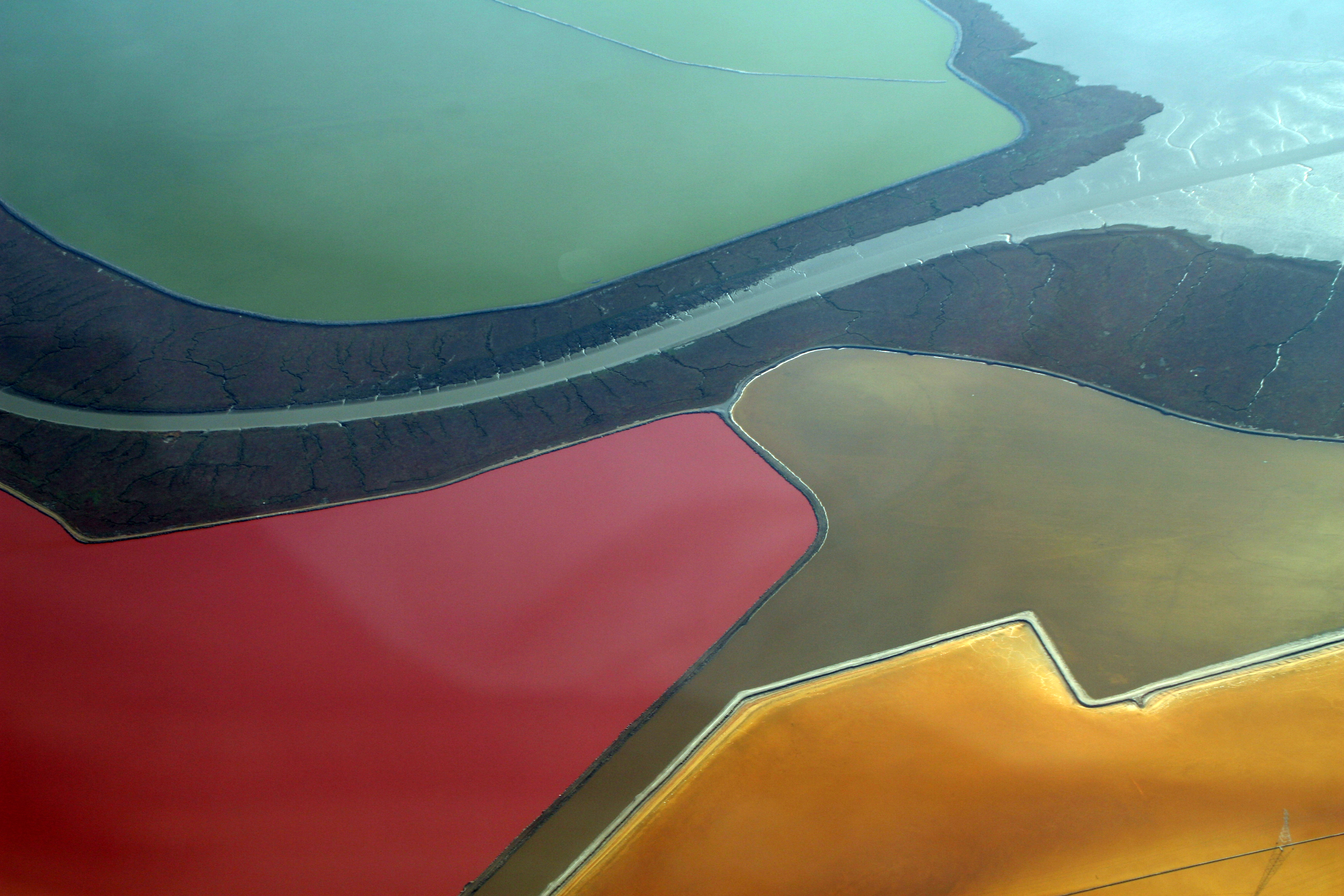
Các ruộng muối đầy màu sắc nhìn từ trên cao

Ruộng muối Vịnh San Francisco rộng khoảng 16.500 mẫu Anh (6.700 ha), là một phần của Vịnh San Francisco được sử dụng làm ruộng muối kể từ cơn sốt vàng California. Hầu hết các ruộng muối này từng là vùng đất ngập nước ở các thành phố Redwood, Newark, Hayward và các vùng khác ven theo vịnh.
Việc sản xuất muối quay trở lại khi người Ohlone bản địa trở thành cư dân duy nhất sống trong khu vực. Sau khi dòng người lớn đổ về khu vực này vào những năm 1850, sản xuất công nghiệp bắt đầu. Lúc đầu, việc làm muối chủ yếu theo hình thức gia đình, hộ kinh doanh nhỏ, nhưng theo thời gian, những hoạt động này được thay thế bởi các công ty như Công ty Muối Oliver có nguồn gốc từ khu vực Mount Eden và Công ty Muối Leslie ở Newark, California. Cuối cùng, Công ty Cargill đứng ra thâu tóm các doanh nghiệp này để trở thành nhà sản xuất muối thống trị trong khu vực. Từ năm 2003, công ty bắt đầu có động thái đóng cửa các ruộng muối nhằm tái tạo vùng đất này trở về trạng thái tự nhiên. Quá trình này ước tính có thể mất đến ba mươi năm.

## Điều kiện tự nhiên
Dọc Bờ Tây, Vịnh San Francisco là một trong hai khu vực có điều kiện tự nhiên thuận lợi từ mặt trời và gió, cho phép khai thác một cách vô hạn nguồn lợi muối biển. Đây được coi như là một hoạt động thương mại khả dĩ ở vùng đất này.
Các ruộng muối trở nên nổi bật vì màu sắc sống động của chúng, từ đỏ tươi đến xanh lam, đặc biệt, những ruộng muối trên hoàn toàn có thể quan sát thấy từ trên cao. Sở dĩ các ruộng muối này có đa sắc màu đến vậy là nhờ các loài tôm ngâm nước muối cùng một số vi sinh vật phát triển mạnh ở các mức độ mặn khác nhau trong ruộng. Đặc biệt, một số loài thủy sinh như synechococcus, halobacteria và dunaliella cũng đóng vai trò không nhỏ trong quá trình tạo dựng nên màu sắc tuyệt mỹ của các ruộng muối.

## Lịch sử

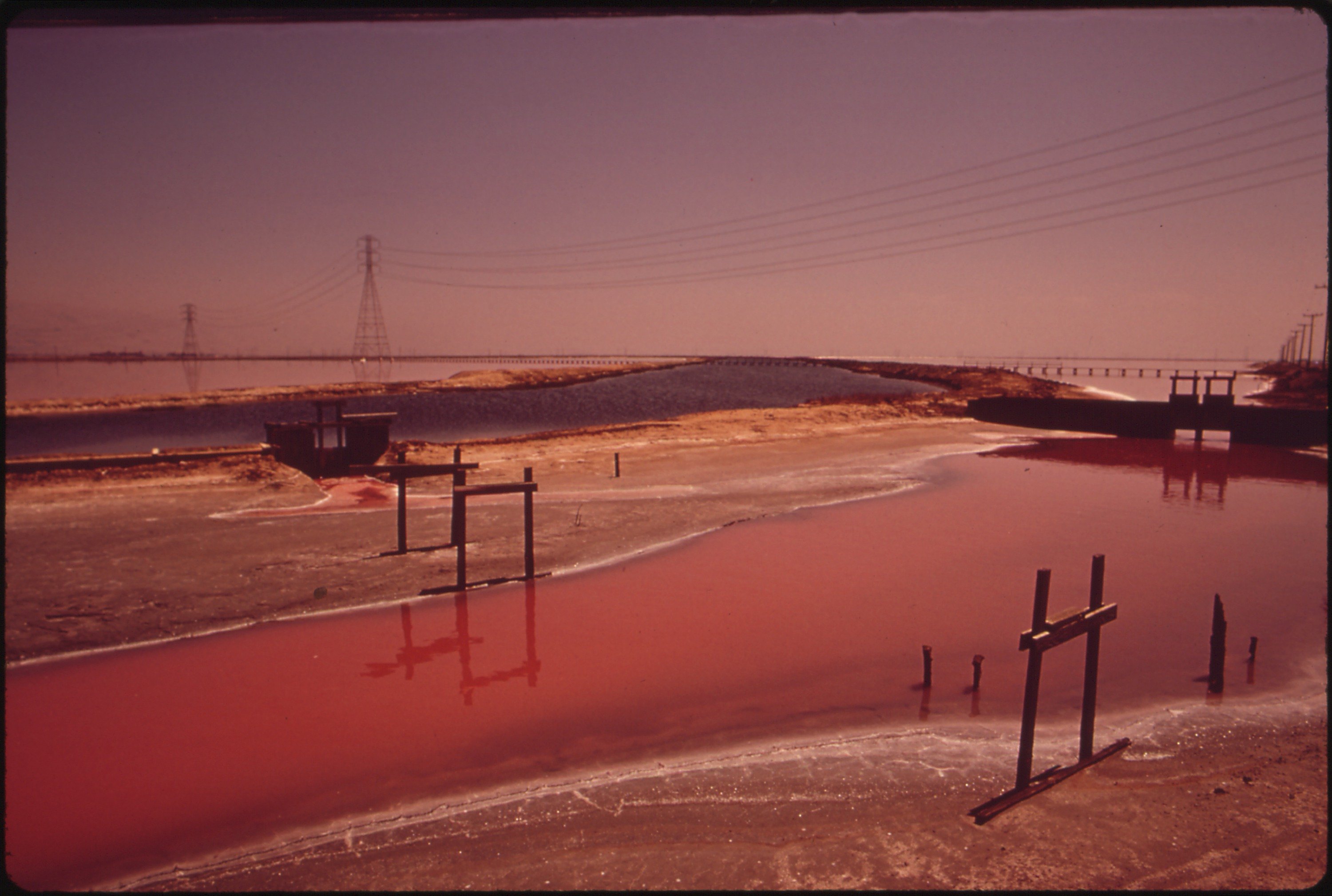
Các ruộng muối thuộc sở hữu của công ty Muối Leslie (năm 1972)

Vào thời cơn sốt vàng dâng cao, muối là một phần quan trọng trong quá trình bảo quản thực phẩm và được sử dụng trong nhiều ngành công nghiệp. Ngoài ra, các điều kiện thuận lợi cùng nhu cầu trước mắt đã tác động mạnh mẽ đến sự bùng nổ trong ngành sản xuất muối non trẻ này.
Vào thời điểm đó, vùng đầm lầy cỏ phi sản xuất bắt đầu được lên kế hoạch sử dụng một cách hiệu quả hơn. Quá trình biến đổi này đã dẫn đến 80% đầm lầy ban đầu được phát triển cho các mục đích thương mại khác. Theo thời gian, nhiều doanh nghiệp vừa và nhỏ đã thi nhau bán đất và quyền sản xuất cho Công ty Muối Oliver, mà sau này thay thế bởi Công ty Muối Leslie ở Newark. Vào năm 1972, Công ty Cargill mua lại Leslie để trở thành chủ sở hữu đất đai đồng thời nắm giữ độc quyền sản xuất muối trong khu vực.
Vào năm 2003, Cargill đã bán phần lớn các ruộng muối của mình cho Tổ chức Bảo tồn Bờ biển California, Cục Cá và Động vật hoang dã Hoa Kỳ cùng các cơ sở tư nhân với mục tiêu khôi phục và cải tạo các vùng đất ngập nước. Nỗ lực này có tên chính thức là Dự án phục hồi ruộng muối South Bay. Tuy nhiên, không phải tất cả các ruộng muối đều được lên kế hoạch và tiến hành khôi phục. Cargill cũng đề xuất phát triển một số ruộng muối thành nhà ở tại Thành phố Redwood.

## Dự án phục hồi ruộng muối South Bay

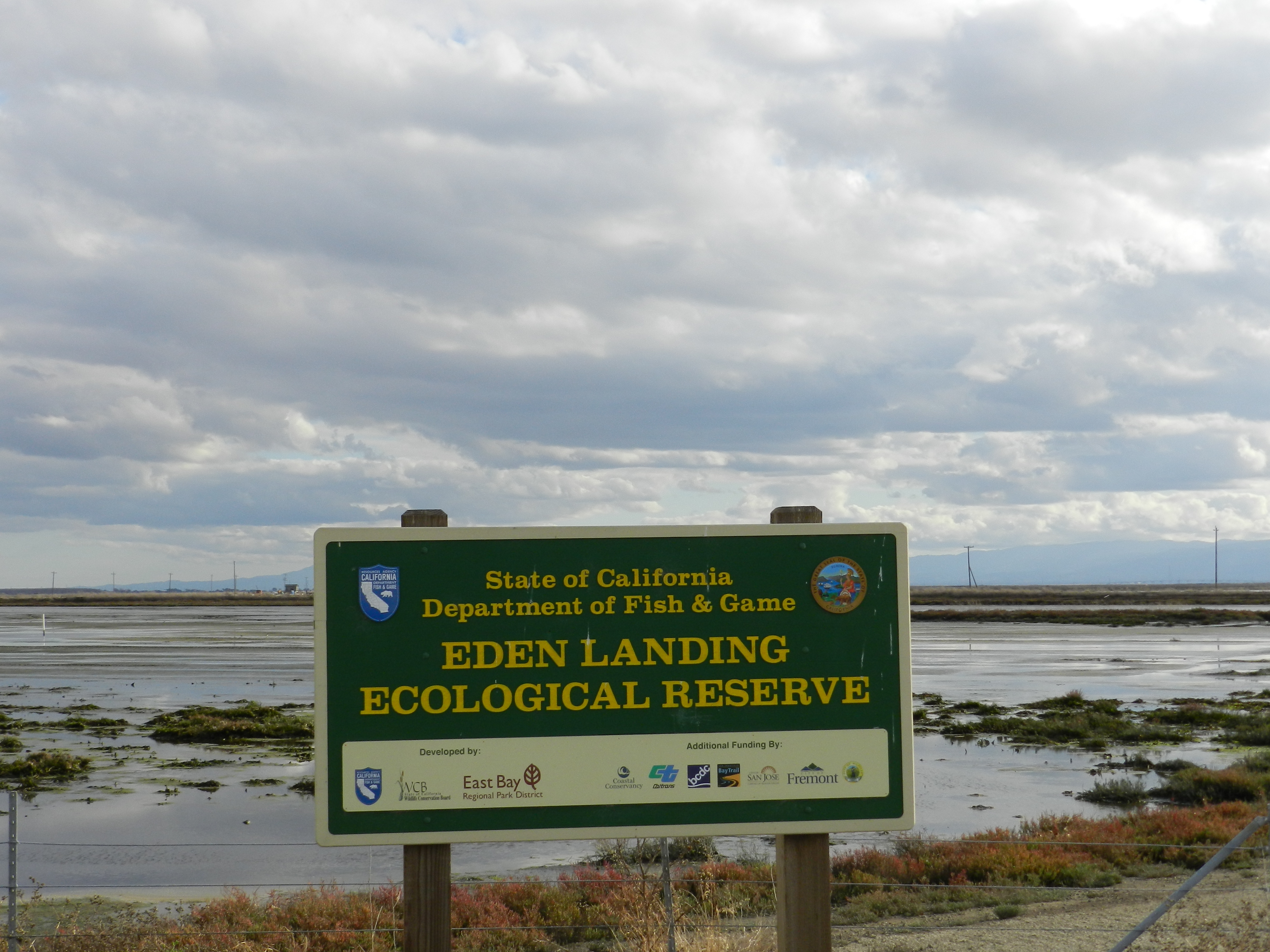
Khu bảo tồn sinh thái Eden Landing, Vịnh San Francisco

Dự án đang được chính quyền tiểu bang California và chính phủ liên bang chỉ đạo nhằm khôi phục 15.100 mẫu Anh (61 km2) các ruộng muối cũ của Công ty Cargill ở Vịnh San Francisco. Vào tháng 10 năm 2000, Cargill đề xuất hợp nhất các hoạt động, bán đất và chuyển giao 61% diện tích các ruộng muối ở South Bay của mình. Một vài cuộc đàm phán do Thượng nghị sĩ Dianne Feinstein đứng đầu cùng một thỏa thuận khung đã được ký kết vào tháng 5 năm 2002 bởi Cơ quan bảo tồn, Cơ quan tài nguyên California, Ủy ban bảo tồn động vật hoang dã, Sở cá và Trò chơi California, Dịch vụ cá và động vật hoang dã Hoa Kỳ, Công ty Cargill và Thượng nghị sĩ Feinstein. California chấp thuận mua tài sản của công ty vào ngày 11 tháng 2 năm 2003. Sau đó, vùng đất này chính thức được quản lý và sở hữu bởi Cục Cá và Động vật hoang dã Hoa Kỳ cùng Sở Cá và Trò chơi. Mục tiêu của Dự án phục hồi ruộng muối South Bay là khôi phục 90% các ruộng muối trước đây thành vùng đất ngập nước tự nhiên. Vườn ươm thực vật bản địa tại Khu bảo tồn động vật hoang dã quốc gia Don Edwards, Vịnh San Francisco đang cung cấp các nhà máy cho dự án. Với kế hoạch kéo dài 50 năm, dự án phục hồi hơn 15.000 mẫu Anh này là dự án phục hồi đất ngập nước lớn nhất ở Bờ Tây. Nó cung cấp nhiều lợi ích của việc phục hồi đất ngập nước, bao gồm kiểm soát lũ lụt, giảm ô nhiễm, mở rộng môi trường sống cho động vật hoang dã đồng thời hỗ trợ tiếp cận các tiện ích công cộng, phục vụ nhu cầu giải trí cho mọi người.
Dự án phục hồi ruộng muối South Bay đang tích hợp việc phục hồi với quản lý lũ lụt, đồng thời cung cấp một hướng đi chung, nhu cầu giải trí định hướng hoang dã cùng nhiều cơ hội giáo dục to lớn. Đầm lầy thủy triều khi phục hồi sẽ cung cấp môi trường sống quan trọng cho hai loài đang bị đe dọa tuyệt chủng là Rallus obsoletus và Reithrodontomys raviventris. Các khu vực đầm lầy sau khi cải tạo, phục hồi cũng sẽ cung cấp nhiều hệ thống kênh rạch rộng lớn, trù phú, mang đến môi trường sống cho nhiều loài thủy sinh và hải cẩu cảng. Việc quản lý lũ lụt cũng sẽ được thực hiện song song nhằm bảo vệ cư dân địa phương, cung cấp nhiều cơ hội tiếp cận, sử dụng các công trình công cộng, bao gồm những con đường mòn cho người đi bộ và cho xe đạp, thúc đẩy việc săn bắn, thưởng ngoạn các loài chim, giáo dục môi trường và nhiều hoạt động giải trí khác.
Khu bảo tồn sinh thái Eden Landing là một phần của khu vực đang được khôi phục. Quỹ Hewlett cũng tài trợ cho việc phục hồi ruộng muối ở khu vực này.

## Thư viện ảnh

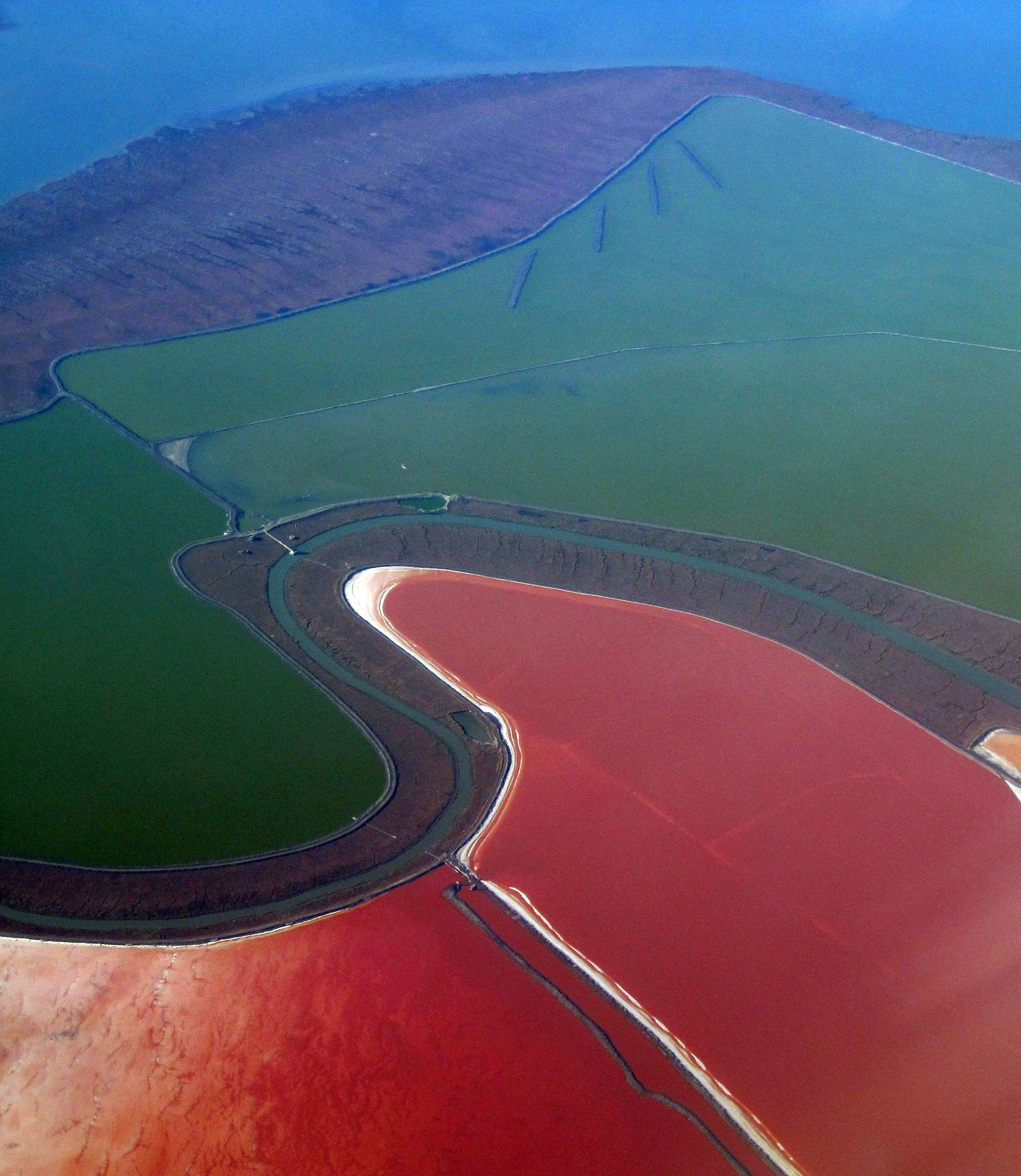
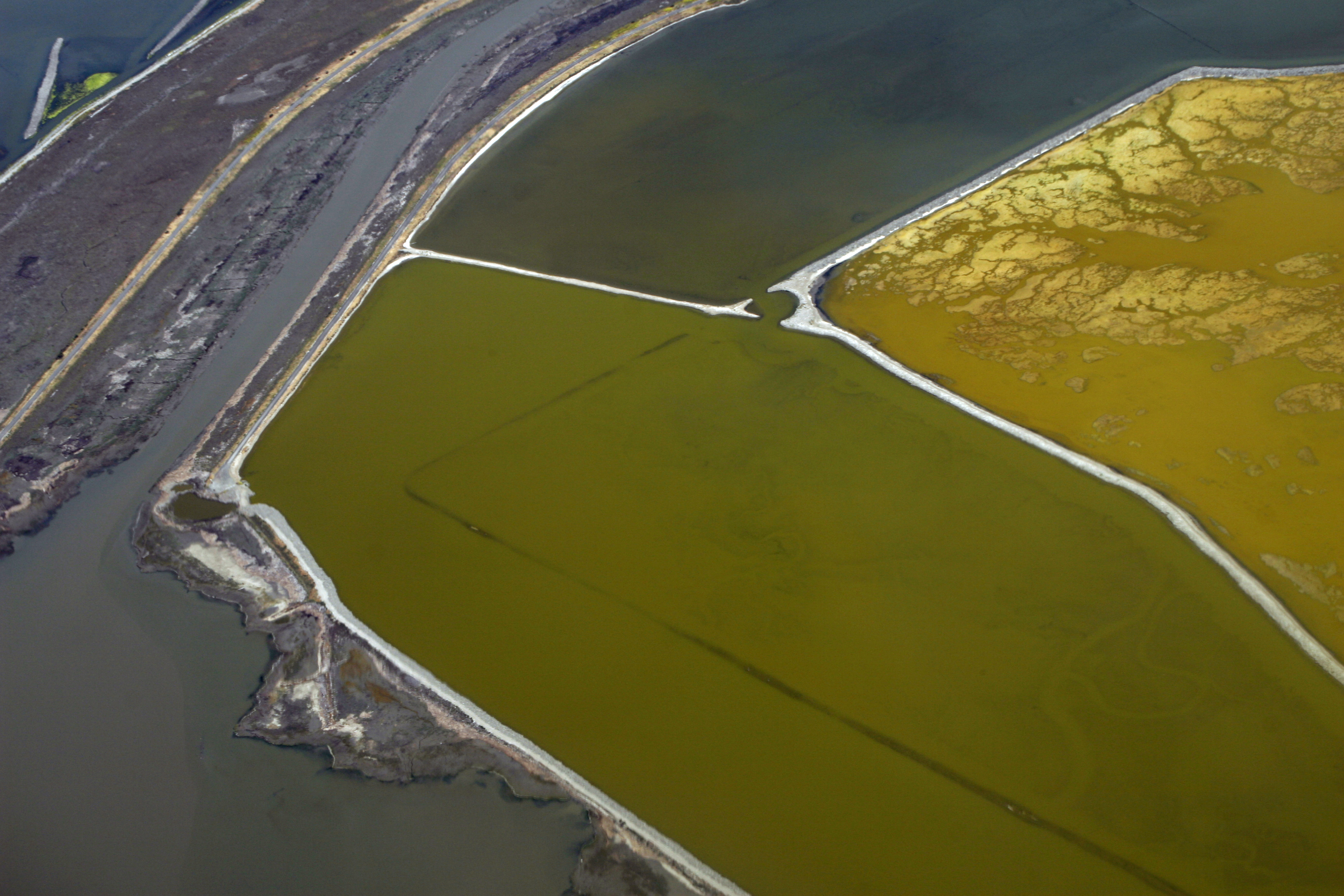
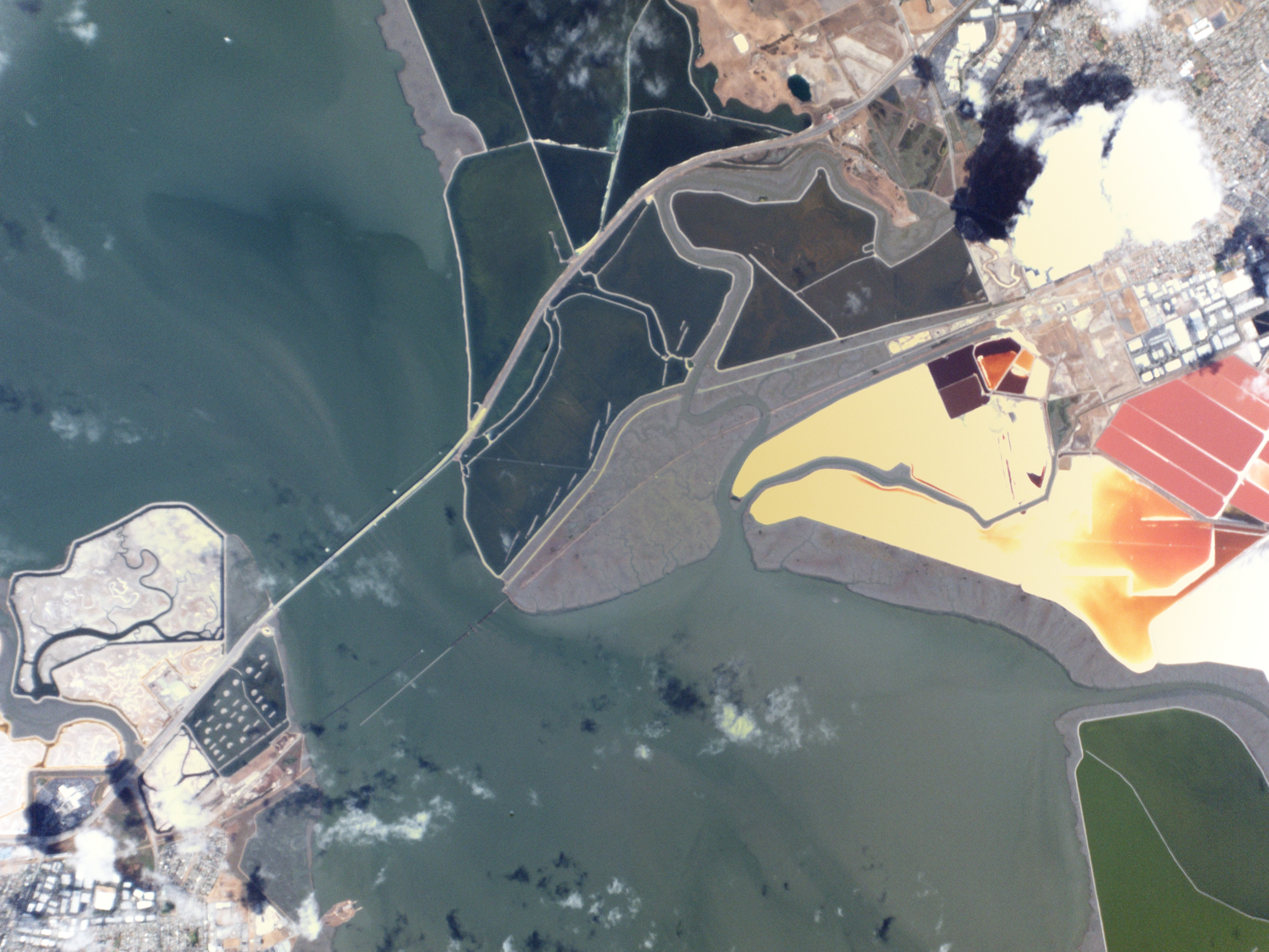
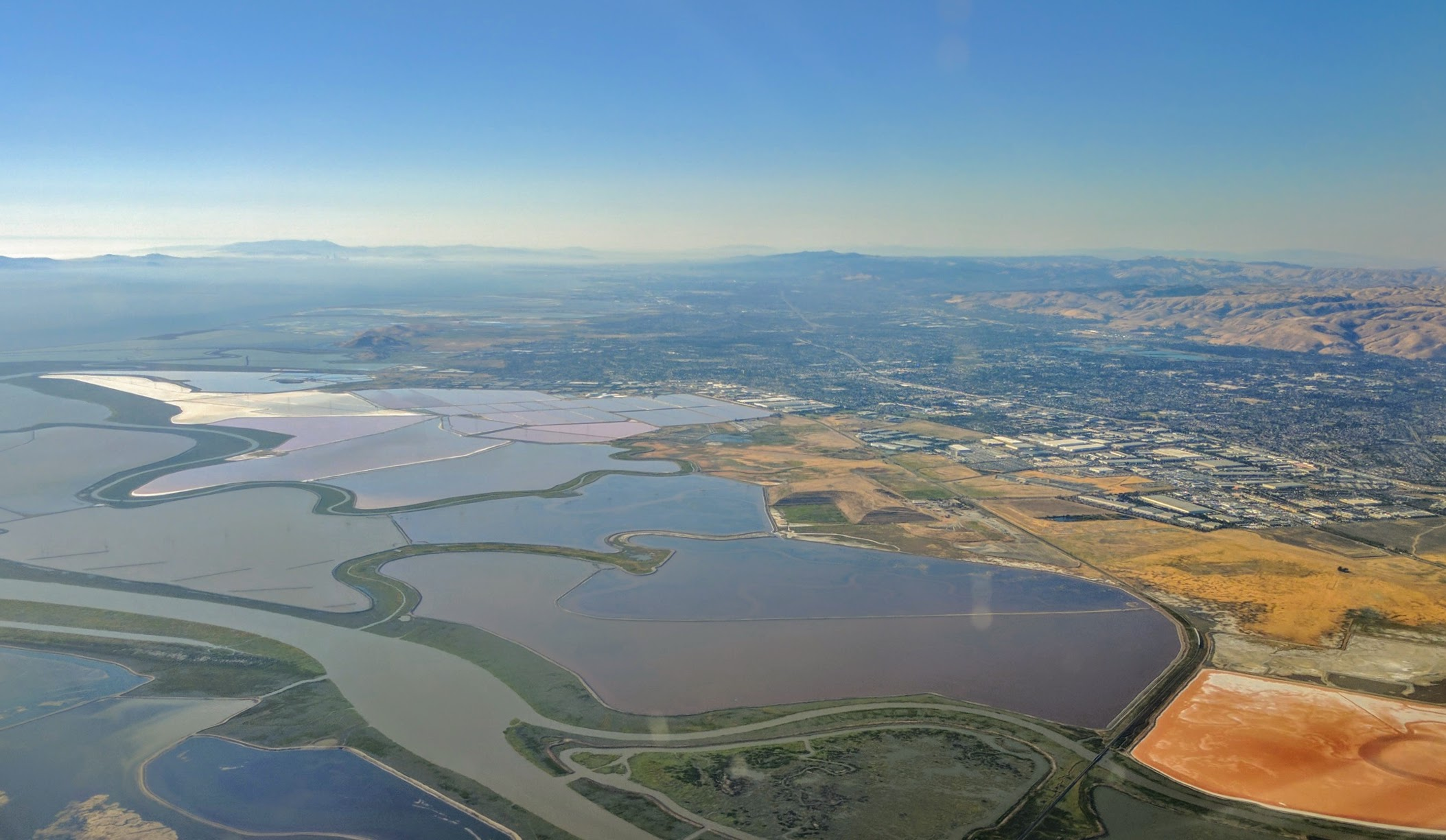
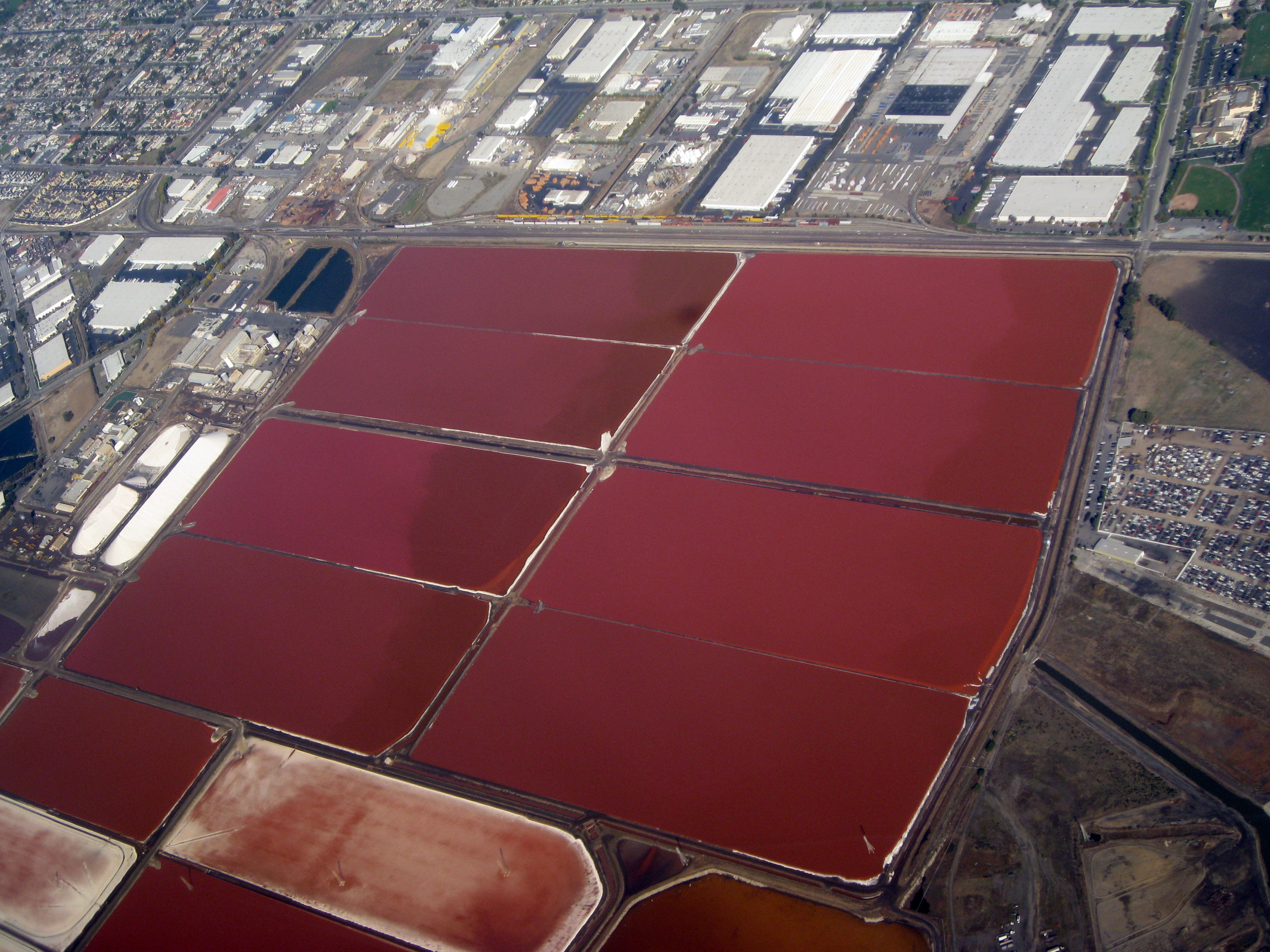
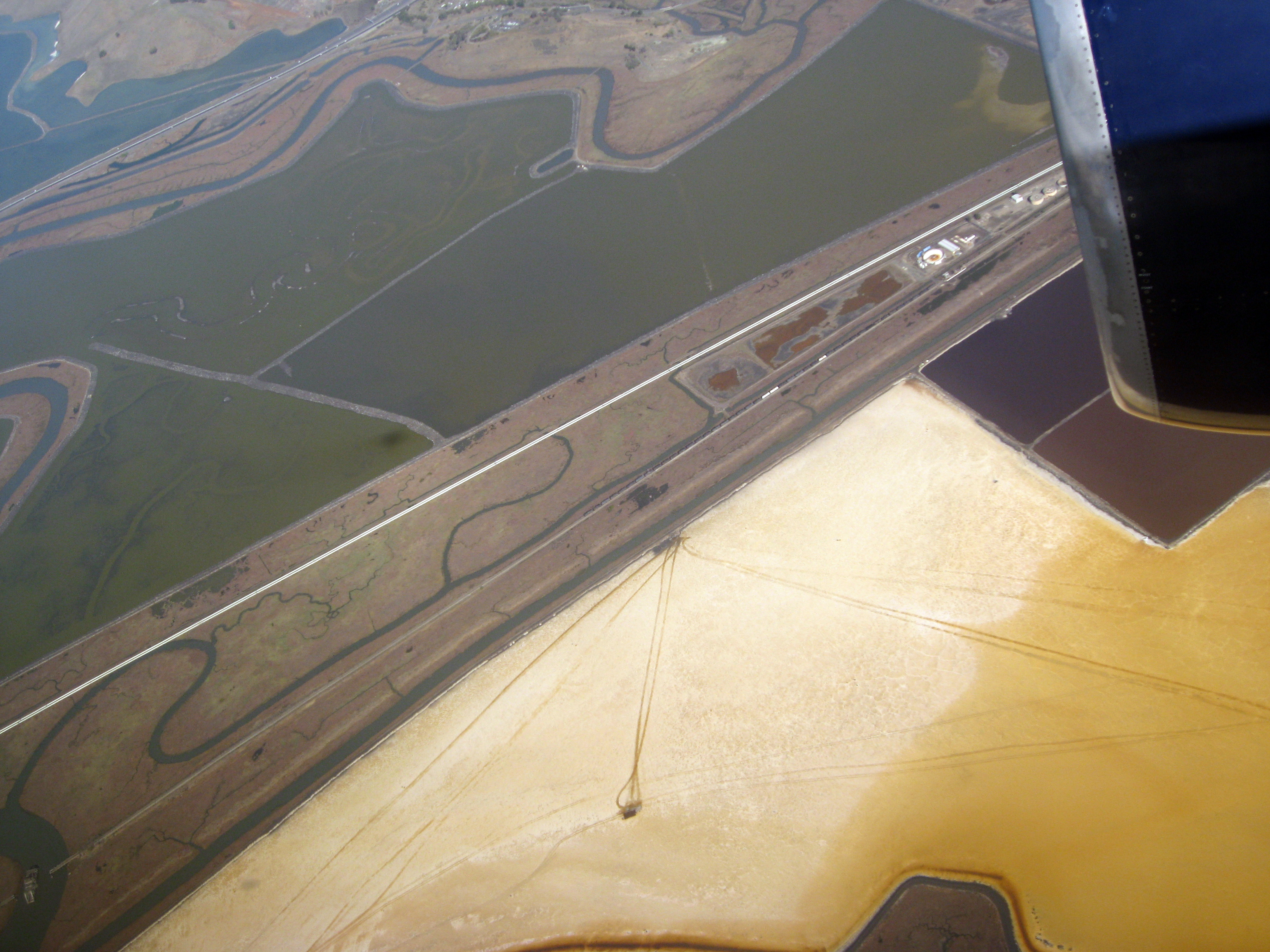
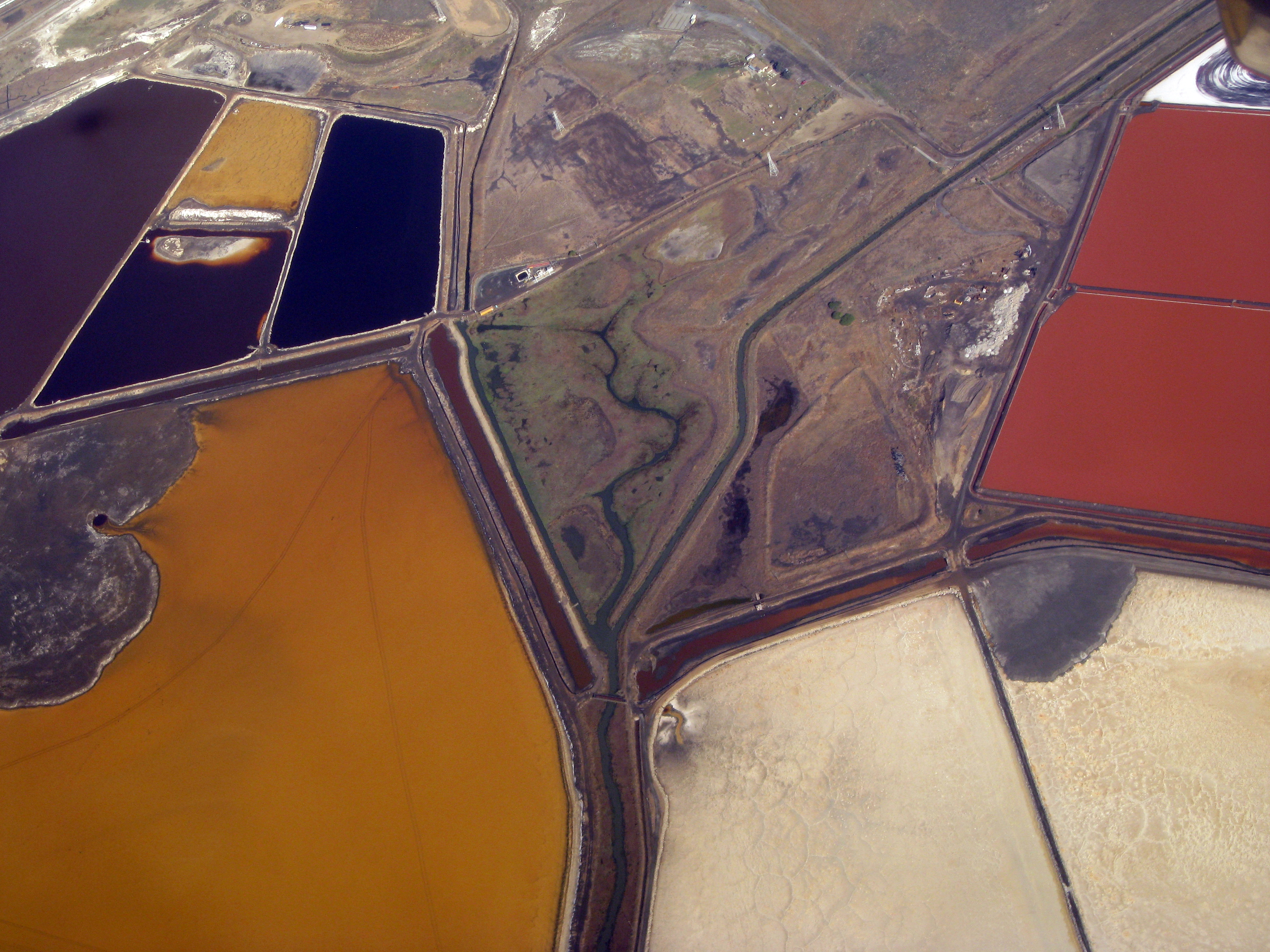
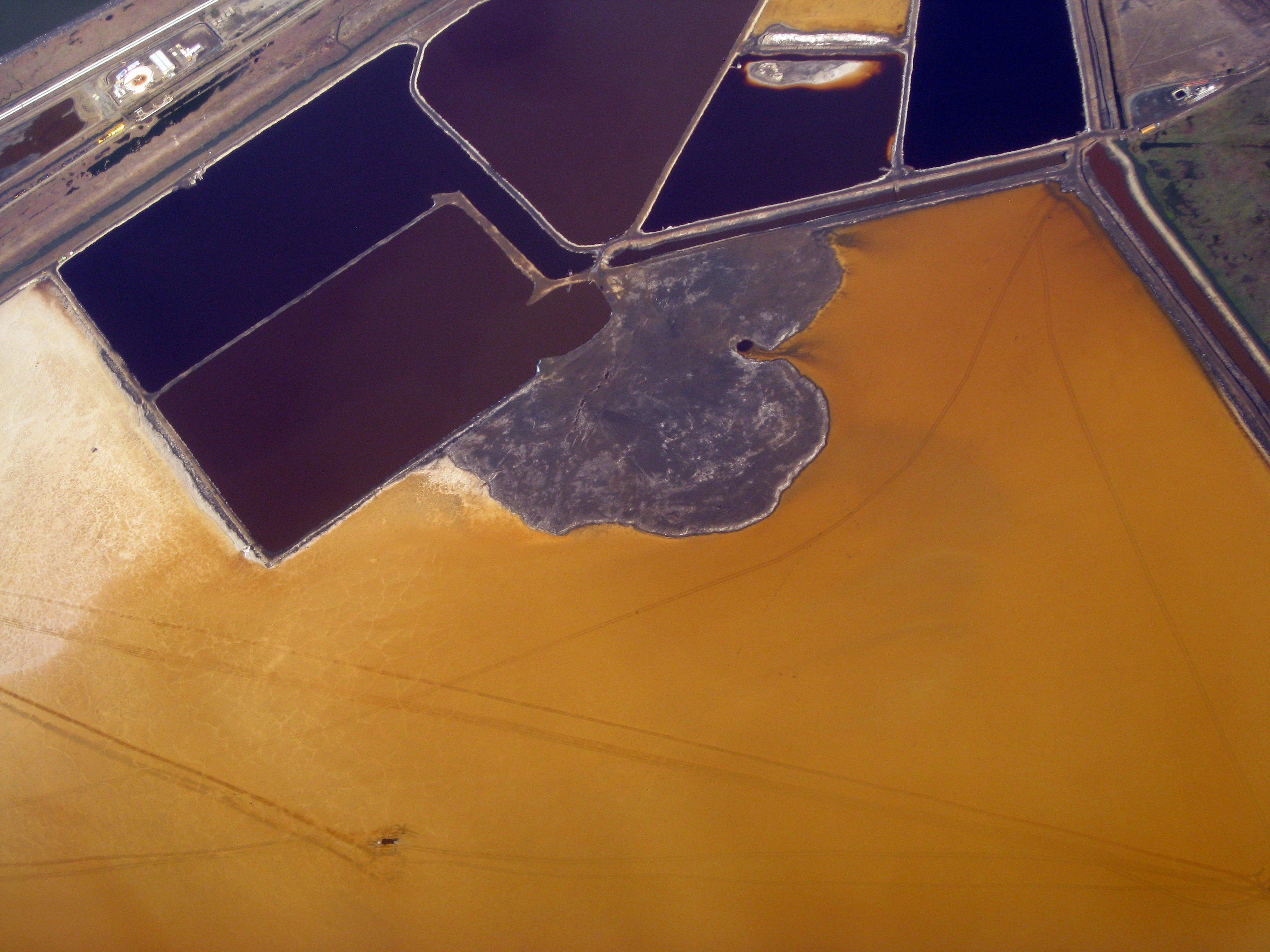
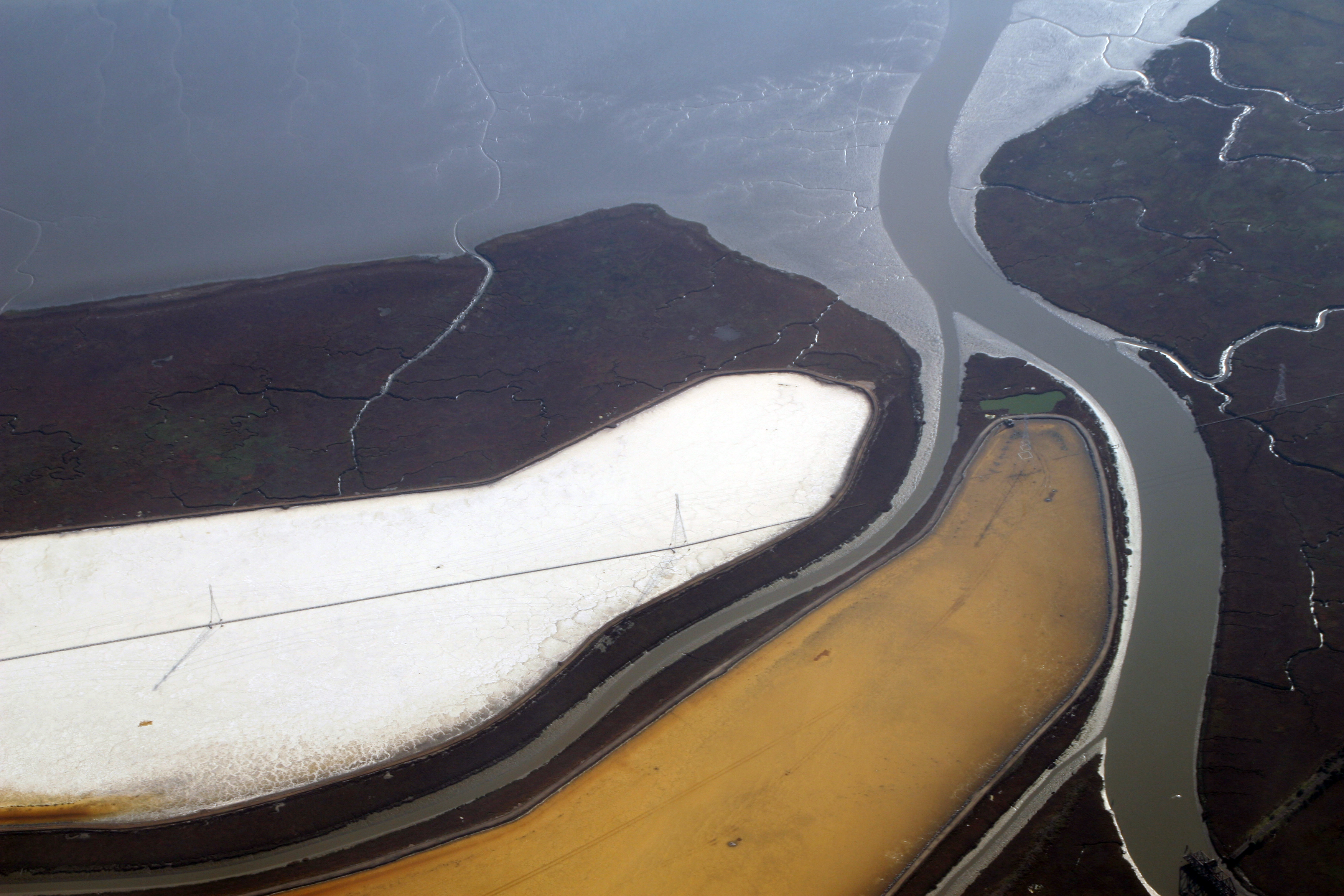
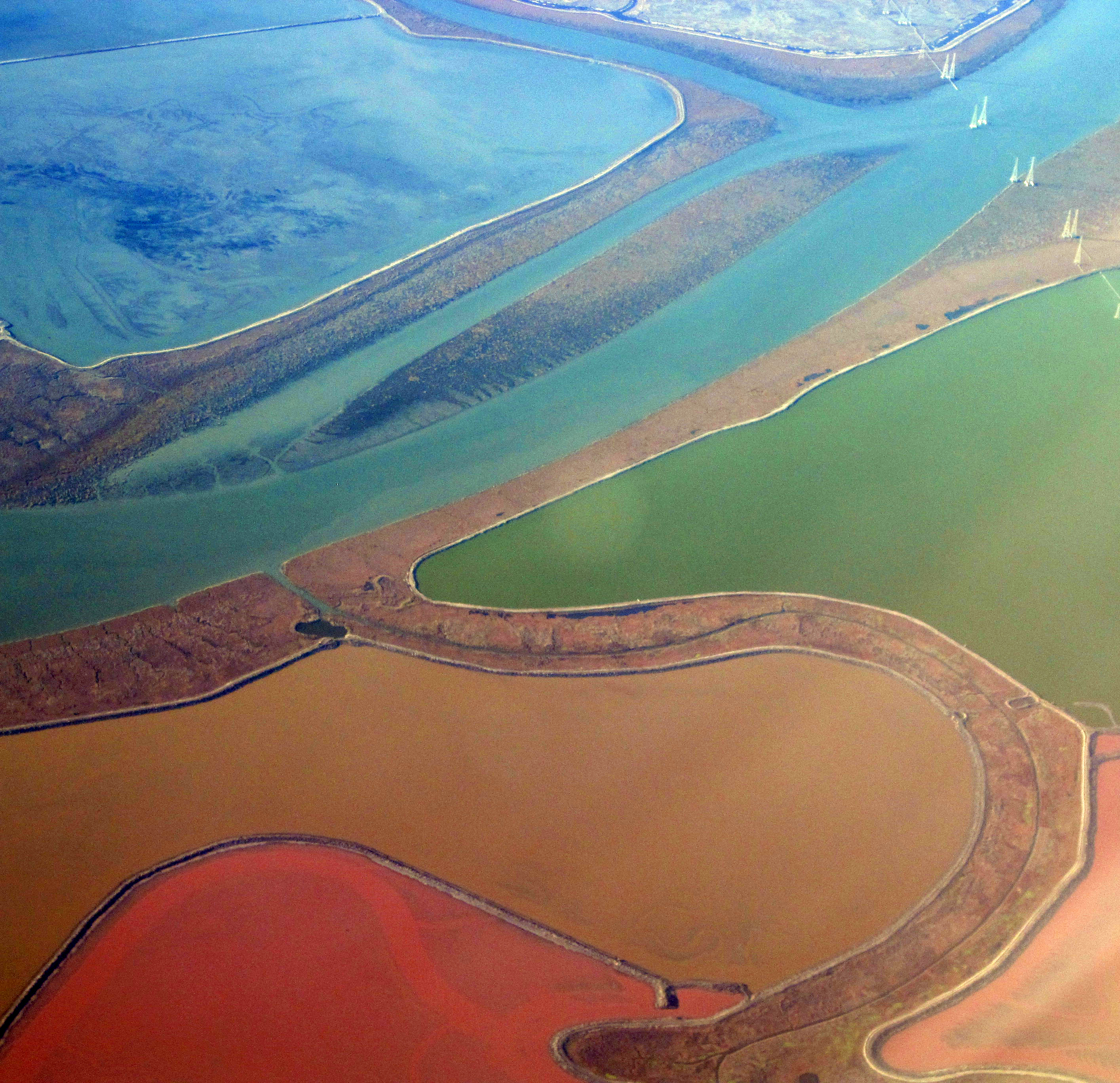